# 洄水镇
洄水镇，是中华人民共和国陕西省安康市紫阳县下辖的一个乡镇级行政单位。
2015年，陕西省民政厅批复同意撤销斑桃镇，将小河、端垭2个村划归洄水镇。

## 行政区划
洄水镇下辖以下地区：
洄水街道社区、茶稻村、桦栎村、团堡村、目连桥村、连沟村、燕山村、庙沟村、营寨村、小河村和端垭村。